# Cerro Castor
Cerro Castor é uma estação de esqui localizado no lado sul do cerro Krund, a 26 km da cidade de Ushuaia, na província argentina de Terra do Fogo. Suas pistas podem utilizar-se durante vários meses devido ao clima frio da região. A temporada habitual dá-se entre Junho e Outubro e é, por sua localização geográfica, a maior entre os centros de esqui da Argentina.
É a estação de esqui mais meridional do mundo.

## Centro de esqui
Este importante centro de esqui foi inaugurado en 1999. Conte com cinco meios de elevação, vinte e seis pistas para todos os níveis de habilidade, cafeterias, playgrounds, pousadas de montanha, uma escola de esqui, uma sala de primeiros socorros e uma floresta de lengas. Além do clássico esqui alpino, sobre a colina que você pode fazer outras coisas como snowboard, esqui, trenó e snowshoeing.